# カール・ウェグナー
カール・ウェグナー（Carl Wegner、1991年2月7日 - ）は、ユナイテッド・ラグビー・チャンピオンシップ、ベネットン・ラグビーに所属するラグビーユニオン選手。

## プロフィール
- 南アフリカフィックスブルグ出身。
- ポジションはロック(LO)。
- 身長 200cm、体重 115kg
- U20南アフリカ代表に選ばれたことがある[1]。

## 略歴
グレイカレッジ高校、チーターズを経て、2018年、トヨタ自動車ヴェルブリッツ(現・トヨタヴェルブリッツ)に加入。同年9月1日に行われたジャパンラグビートップリーグ第1節のサントリーサンゴリアス戦にて先発出場で日本での公式戦初出場を果たす。
2020年、トヨタ自動車ヴェルブリッツを退団後、チーターズを経て、翌2021年、ベネットンに加入。